# Sífutás az 1998. évi téli olimpiai játékokon
Az 1998. évi téli olimpiai játékokon a sífutás versenyszámait Kahishiróban rendezték február 7. és 21. között.

## Részt vevő nemzetek
A versenyeken 37 nemzet 228 sportolója vett részt.
- Ausztrália (AUS) (2)
- Ausztria (AUT) (7)
- Bulgária (BUL) (2)
- Csehország (CZE) (10)
- Dánia (DEN) (1)
- Dél-Korea (KOR) (4)
- Egyesült Államok (USA) (10)
- Észtország (EST) (9)
- Fehéroroszország (BLR) (10)
- Finnország (FIN) (11)
- Franciaország (FRA) (8)
- Görögország (GRE) (2)
- Horvátország (CRO) (1)
- Japán (JPN) (11)
- Kanada (CAN) (10)
- Kazahsztán (KAZ) (10)
- Kenya (KEN) (1)
- Kína (CHN) (4)
- Lengyelország (POL) (6)
- Lettország (LAT) (5)
- Liechtenstein (LIE) (2)
- Litvánia (LTU) (3)
- Macedónia (MKD) (1)
- Magyarország (HUN) (1)
- Mongólia (MGL) (1)
- Németország (GER) (10)
- Norvégia (NOR) (12)
- Olaszország (ITA) (13)
- Oroszország (RUS) (14)
- Örményország (ARM) (1)
- Románia (ROU) (2)
- Spanyolország (ESP) (5)
- Svájc (SUI) (10)
- Svédország (SWE) (11)
- Szlovákia (SVK) (7)
- Szlovénia (SLO) (1)
- Ukrajna (UKR) (10)

## Éremtáblázat
(Az egyes számoszlopok legmagasabb értéke, vagy értékei vastagítással kiemelve.)
| Az 1998. évi téli olimpiai játékok éremtáblázata sífutásban | Az 1998. évi téli olimpiai játékok éremtáblázata sífutásban | Az 1998. évi téli olimpiai játékok éremtáblázata sífutásban | Az 1998. évi téli olimpiai játékok éremtáblázata sífutásban | Az 1998. évi téli olimpiai játékok éremtáblázata sífutásban | Olimpia  |
| ----------------------------------------------------------- | ----------------------------------------------------------- | ----------------------------------------------------------- | ----------------------------------------------------------- | ----------------------------------------------------------- | -------- |
|                                                             | Ország                                                      | Arany                                                       | Ezüst                                                       | Bronz                                                       | Összesen |
| 1.                                                          | Oroszország (RUS)                                           | 5                                                           | 2                                                           | 1                                                           | 8        |
| 2.                                                          | Norvégia (NOR)                                              | 4                                                           | 3                                                           | 2                                                           | 9        |
| 3.                                                          | Finnország (FIN)                                            | 1                                                           | 0                                                           | 2                                                           | 3        |
|                                                             |                                                             |                                                             |                                                             |                                                             |          |
| 4.                                                          | Olaszország (ITA)                                           | 0                                                           | 2                                                           | 2                                                           | 4        |
| 5.                                                          | Ausztria (AUT)                                              | 0                                                           | 1                                                           | 1                                                           | 2        |
| 5.                                                          | Csehország (CZE)                                            | 0                                                           | 1                                                           | 1                                                           | 2        |
| 7.                                                          | Svédország (SWE)                                            | 0                                                           | 1                                                           | 0                                                           | 1        |
|                                                             |                                                             |                                                             |                                                             |                                                             |          |
| 8.                                                          | Kazahsztán (KAZ)                                            | 0                                                           | 0                                                           | 1                                                           | 1        |
|                                                             |                                                             |                                                             |                                                             |                                                             |          |
| Összesen                                                    | Összesen                                                    | 10                                                          | 10                                                          | 10                                                          | 30       |

## Érmesek

### Férfi
| Versenyszám          | Arany                                                                            | Arany     | Ezüst                                                                            | Ezüst     | Bronz                                                                           | Bronz     |
| -------------------- | -------------------------------------------------------------------------------- | --------- | -------------------------------------------------------------------------------- | --------- | ------------------------------------------------------------------------------- | --------- |
| 10 km                | Bjørn Dæhlie · Norvégia (NOR)                                                    | 27:24,5   | Markus Gandler · Ausztria (AUT)                                                  | 27:32,5   | Mika Myllylä · Finnország (FIN)                                                 | 27:40,1   |
| 30 km                | Mika Myllylä · Finnország (FIN)                                                  | 1:33:55,8 | Erling Jevne · Norvégia (NOR)                                                    | 1:35:27,1 | Silvio Fauner · Olaszország (ITA)                                               | 1:36:08,5 |
| 50 km                | Bjørn Dæhlie · Norvégia (NOR)                                                    | 2:05:08,2 | Niklas Jonsson · Svédország (SWE)                                                | 2:05:16,3 | Christian Hoffmann · Ausztria (AUT)                                             | 2:06:01,8 |
| 15 km, üldözőverseny | Thomas Alsgaard · Norvégia (NOR)                                                 | 39:37,7   | Bjørn Dæhlie · Norvégia (NOR)                                                    | 39:38,8   | Vlagyimir Szmirnov · Kazahsztán (KAZ)                                           | 40:07,5   |
| 4 × 10 km, váltó     | Norvégia (NOR) · Sture Sivertsen · Erling Jevne · Bjørn Dæhlie · Thomas Alsgaard | 1:40:55,7 | Olaszország (ITA) · Marco Albarello · Fulvio Valbusa · Fabio Maj · Silvio Fauner | 1:40:55,9 | Finnország (FIN) · Harri Kirvesniemi · Mika Myllylä · Sami Repo · Jari Isometsä | 1:42:15,5 |

### Női
| Versenyszám          | Arany                                                                                   | Arany     | Ezüst                                                                                   | Ezüst     | Bronz                                                                                        | Bronz     |
| -------------------- | --------------------------------------------------------------------------------------- | --------- | --------------------------------------------------------------------------------------- | --------- | -------------------------------------------------------------------------------------------- | --------- |
| 5 km                 | Larisza Lazutyina · Oroszország (RUS)                                                   | 17:37,9   | Kateřina Neumannová · Csehország (CZE)                                                  | 17:42,7   | Bente Skari-Martinsen · Norvégia (NOR)                                                       | 17:49,4   |
| 15 km                | Olga Danyilova · Oroszország (RUS)                                                      | 46:55,4   | Larisza Lazutyina · Oroszország (RUS)                                                   | 47:01,0   | Anita Moen-Guidon · Norvégia (NOR)                                                           | 47:52,6   |
| 30 km                | Julija Csepalova · Oroszország (RUS)                                                    | 1:22:01,5 | Stefania Belmondo · Olaszország (ITA)                                                   | 1:22:11,7 | Larisza Lazutyina · Oroszország (RUS)                                                        | 1:23:15,7 |
| 10 km, üldözőverseny | Larisza Lazutyina · Oroszország (RUS)                                                   | 28:29,9   | Olga Danyilova · Oroszország (RUS)                                                      | 28:36,4   | Kateřina Neumannová · Csehország (CZE)                                                       | 28:37,2   |
| 4 × 5 km, váltó      | Oroszország (RUS) · Nyina Gavriljuk · Olga Danyilova · Jelena Välbe · Larisza Lazutyina | 55:13,5   | Norvégia (NOR) · Bente Martinsen · Marit Mikkelsplass · Elin Nilsen · Anita Moen Guidon | 55:38,0   | Olaszország (ITA) · Karin Moroder · Gabriella Paruzzi · Manuela Di Centa · Stefania Belmondo | 56:53,3   |